# Пристенский сельский совет Харьковской области
Пристенский сельский совет — входит в состав Купянского района Харьковской области Украины.
Административный центр сельского совета находится в селе Пристен.

## История
- 1923 — дата образования.

## Населённые пункты совета
- село Пристен
- село Сенек

### Ликвидированные населённые пункты
- село Перемотово